# El Castillo (Nicaragua)
El Castillo è un comune del Nicaragua facente parte del dipartimento di Río San Juan.